# ولسوالی شولگره
شولگَره یا شولگر یا بوینه‌قره از ولسوالی‌های ولایت بلخ در شمال افغانستان است که جمعیت نزدیک به ۱۱۰٬۶۰۰ نفر دارد و 40% شولگره تاجیک و عرب 20%پشتون 20% هزاره 20%ازبک هستند

## نام
در زمان امان‌الله‌شاه یکی از افراد او به نام وزیر محمدگل مهمند نایب‌الحکومهٔ ولایت بلخ شد. وی سیاست پشتون‌سازی را در این ولایت پیشه کرد و نام بسیاری از مناطق ولایت بلخ را تغییر داد. محمدگل مهمند نام این ولسوالی را از بوینه‌قره به شولگره تغییر داد.

## تاریخ
بقایای یک شهر باستانی مربوط به دورۀ هخامنشی در ولسوالی شولگرۀ ولایت باستانی بلخ در سال ۱۳۸۷ خورشیدی کشف و شناسایی شده‌است. به باور کارشناسان و باستان‌شناسان، قدمت این شهر به ۲٬۵۰۰ سال می‌رسد و مربوط به عصر هخامنشیان است.
کار تحقیقات آن توسط باستان‌شناسان افغانستان و فرانسه صورت گرفته‌است و از تحقیقات آن‌ها چنین استنباط می‌شود که کهن‌ترین آتشکده در حاشیۀ رود بلخ در نزدیکی چشمۀ شفای شولگرۀ این ولایت در آن عصر ساخته شده باشد و بقایای این شهر و قدیمی‌ترین آتشکدۀ زرتشتی در دامنۀ شمالی و جنوبی کوه مقابل پل پیکان ولسوالی شولگره بلخ کشف شده‌است.
این شهر با دیواری به درازای چندین کیلومتر و پهنای ۱۳ متر محصور می‌باشد و بخش جنوبی شامل قلعهٔ نظامی است. چنین به نظر می‌رسد که قسمت پایین دیوار از سنگ و بالای آن از خشت خام ساخته شده که درازا و پهنای هر خشت ۴۰سانتی‌متر و ضخامت آن ۱۰سانتی‌متر می‌باشد. ساختمان آتشکده در بخش مسکونی شهر از سنگ ساخته شد و قسمت بالای آن اختصاص به افروختن آتش دارد.
هخامنشیان در سال ۵۵۰ تا ۳۳۰ پیش از میلاد مسیح در ایرانشهر باستان حکومت کردند. این منطقه در قدیم به نام‌های بوینه‌قره و جمشیدشهر یاد می‌شد.
حاجی محمد عبده